# Mate Trojanović
Mate Trojanović (Metković, 20 maggio 1930 – Maribor, 27 marzo 2015) è stato un canottiere jugoslavo, dal 1991 cittadino croato.

## Palmarès

### Olimpiadi
- Oro a Helsinki 1952 nel quattro senza.